# ميناء مارستراند الحر
ميناء مارستراند الحر كان من الأراضي السويدية الجَزِيرية المتمتعة بالحكم الذاتي إلى حد كبير في العصر الغوستافي في أواخر القرن الثامن عشر، إذ كانت بمنزلةِ جمهورية تجارية. كان ميناءً حرًّا استُوحِيَت فكرته من ميناء «بورتو فرانكو» الإيطالي، وأعلن الملك غوستاف الثالث ميثاقه في 1775، فصار مركزا حضريًّا للتجارة المشروعة وغير المشروعة، وملجأ للمنشقّين السياسيين والدينيين وللمجرمين المطلوبين.
كان ميناء مارستراند الحر تجربة اقتصادية ناجحة من حيث قيامه على مبادئ الاتجار الحر، على عكس السياسة التجارية للسويد في ذلك العصر، وإن صار معظم الدخل إلى أيادي القطاع الخاص، لا يد الدولة. على رغم هذا أُلغي استقلالها في 1794 بعد نحو عقدين، بسبب شكاوى من مواطنيها.

## تاريخه

### خلفية
صارت مارستراند (وهي مدينة قائمة على جزيرة من العصور الوسطى) مدينة سويدية نتيجة معاهدة روسكيلدا التي عُقدت في 1658، بعد أن كانت ضمن مقاطعة بوهوسلان النرويجية. في العام نفسه بُني حصن «كارلستن» المنيع، في تحصين جزائي اتُّخذ للسيطرة على الميناء. في منتصف القرن الثامن عشر شهدت المنطقة أكثف «مواسم الرنجة المئوية» (زيادة موسمية في أسماك الرنجة الأطلسية، بكميات لا يكاد يكون لها حد)، فأحدث في اقتصاد مارستراند طفرة، إذ صارت مركزا تجاريا رئيسيا لإنتاج الرنجة الذي كان ذات وقت ثاني أكبر الصادرات السويدية (بعد إنتاج الصلب).
لِفكرة إقامة ميناء حر في مارستراند جذورٌ تاريخية بعيدة. للمدينة تاريخ طويل من القرصنة التفويضية، فصارت بذلك ملاذا للقراصنة في أوائل القرن الثامن عشر. تلقى الملك كارل الثاني عشر -الذي أنفق معظم فترة حكمه على شن الحرب الشمالية العظمى على كل الدول المجاورة- عرْضًا من قراصنة كانوا مُبحِرين من مدغشقر، بأن يُعيد توطين بعضهم في السويد مقابل تعويض هو: أن تنضم سفنهم إلى القوات البحرية السويدية، وأن يُنشئ الباقون منهم مستعمرة سويدية. لم يكن العائد من هذا المشروع المقترَح كبيرا، لكنه مهد الطريق في مارستراند لمزيد من الأفكار التجريبية.
ظهر أول اقتراح لإقامة ميناء سويدي حر (وكان اسمه بورتو فرانكو، على اسم النموذج الإيطالي الأصلي الذي قُلّد لاحقًا في جميع أنحاء أوروبا الغربية) في 1712 -أثناء حكم كارل الثاني عشر أيضًا-، لكن اقتُرح إقامته في مدينة سلايت على ساحل جزيرة جوتلند المطلّ على بحر البلطيق. وفي 1747، أثناء الفوضى البرلمانية في «عصر الحرية» حين تَقاتل حزب القبعات وحزب الطواقي على سيادة البرلمان السويدي، قدّم بعض سكان مارستراند مقترحهم الأول، مطالبين أن يكون لمدينتهم مميزات الميناء الحر. قبْل هذا حاول أولئك المواطنون خلق دعم لفكرتهم، فحاولوا مثلًا التأثير في عالِم الطبيعة الشهير كارل لينيوس (من المؤيدين المشهورين لفكرة الاكتفاء الذاتي) أثناء سفره عبر المنطقة وإقناعه بالضغط لصالح قضيتهم. كان بين مؤيدي الاقتراح عديد من قيادات شركة الهند الشرقية السويدية، كتجار أرفيدسون (الذي كان لهم استثمارات في مارستراند) وبُون كُوِيكْوَا (الموظف الكبير بمملكة تشينغ الذي كان قاطنا في جوتنبرج بصفته مستشارًا لشركة الهند الشرقية.
بعدما فشل ذلك، ظهر اقتراحان في 1762 و1771 بإنشاء ميناء حر مشترك جامع بين مارستراند وسلايت السابق ذكرها وفيسبي (عاصمة جوتلند، التي كانت جمهورية البلطيق التجارية في العصور الوسطى). نجحت الخطة أخيرًا في 1775، ويعود نجاحها جزئيا إلى مساعي الملك لويس الخامس عشر في السنين السابقة إلى إقناع غوستاف (ولي العهد الشاب حينئذ) بالفكرة، لِتَماشيها مع مصالح فرنسا الاقتصادية. في 1772 شن غوستاف الثالث -بدعم فرنسي- «ثورة 1772»، وهي انقلاب غير دموي أطاح بالبرلمان السويدي وأسَّس ما أُريد أن يكون استبدادًا مستنيرًا.

### بورتو فرانكو
في 15 أغسطس 1775 أشهر غوستاف الثالث مِن قصره ميثاق ميناء مارستراند الحر. صدّق على الميثاق يوهان ليلينكرانتز، وزير المالية المؤيد للإصلاح المضاد لـ «مذهب التجاريين»، والذي دعم الاقتراح في 1774 مع الملك لويس الخامس عشر وقيادة شركة الهند الشرقية السويدية. بعد نصف سنة من هذا الإشهار أعلنت كلية التجارة التي كان أسسها غوستاف التفاصيل الإدارية للميناء الحر.
أدى إسهام غوستاف الثالث في إنشاء الميناء الحر إلى ازدياد شعبيته بين أفراد الطبقة العليا في المدينة، وهذا تجلى في الاحتفاء المذهل بابنه (غوستاف الرابع أدولف) في 1778. عندما زار الملك الاستبدادي -الذي واجه معارضة سياسية كبيرة في كثير من أنحاء السويد- مدينة مارستراند في 1784، لقي ترحيبا من: العقيد مولر (قائد حصن كارلستن)، والعمدة إكستروم، ومجلس المواطنين، وكثير من أثرياء التجار.
في 1784 استحوذ غوستاف الثالث -نتيجة اتفاقات تجارية مع فرنسا- على مستعمرة سانت بارتيليمي (جزيرة كاريبية)، وانخرط في تجارة الرقيق التي كانت متصلة بإنتاج الرنجة في بوهوسلان. أُعلنت الجزيرة -التي ظلت سويدية حتى 1878- ميناء حرًّا، بإلهام من ميناء مارستراند الحر، وبالاعتماد على مبادئه ذاتها.

### التجارة
من الأسس التي قام عليها ميناء مارستراند الحر لوائح مُلزِمة بأن تكون التجارة فيه «حرة غير مقيدة» ومُعفاة تمامًا من الضرائب والرسوم، في حين أن السلع التي كانت تغادره إلى البر الرئيس كانت تخضع للرسوم العالية نفسها التي تخضع لها جميع الواردات الأجنبية إلى السويد، وهذا جعل مارستراند بمنزلة منطقة أجنبية من الناحية الاقتصادية. اتُّخذت تدابير شاملة لحماية حدود المدينة وتقييد التجارة غير القانونية. أغلقت الموانئ وراقبها مفتشون من مركزيْن مختلفين، وعُين حراس على جزيرتين نائيَـتَـيْن لإحباط التهريب، وكان جنود من حصن كارلستن يطوفون بأنحاء الجزيرة، وأخذ مركب خاص يُجري دوريات تفتيش متواصلة في المضايق القريبة، ونُشر حراس في الطريق الداخلي الرئيس. لم يكن بوسع أحد دخول الميناء الحر بلا كشف هوية وتصريح دخول.
انجذبت سفن أجنبية عديدة من جميع أنحاء القارة بسبب إسقاط الضرائب عن الشحن إلى مارستراند، فتجمعت هنالك سفن فرنسية وإسبانية وبريطانية، إلى جانب سفن شركة الهند الشرقية. في أواخر سبعينيات القرن السابع عشر انتعشت التجارة إلى حد أن رصيف الميناء احتاج إلى توسعة. أثناء الحرب الثورية الأمريكية رست في الميناء عشرات من سفن الشحن الأمريكية، وصارت التجارة عبر المحيط الأطلسي مُربحة إلى حد هائل، بسبب علاقات السويد المحايدة -في ودّ- بالولايات المتحدة الناشئة. أدى كل هذا -مع إنتاج الرنجة الضخم- إلى إغناء مُواطني مارستراند إلى حد هائل.
إلى جانب حرية التجارة في الميناء الحر نشأت أيضا حرية مِهنية، إذ أُلغي النظام القديم الملزِم بعضوية في النقابة التجارية، فكان لكل مواطن أن يشتغل بأي تجارة شاء بلا قيود. لم يكن على السوق قيود فيما يتعلق بالتسعير. ولم تُفرض ضرائب، باستثناء رسوم معينة على الطعام والشراب.